# Коныртерек
Коныртерек (каз. Қоңыртерек) — село в Курмангазинском районе Атырауской области Казахстана. Входит в состав Азгирского сельского округа. Код КАТО — 234633400. Расположен в 46 км к западу от Азгира.

## Население
В 1999 году население села составляло 450 человек (214 мужчин и 236 женщин). По данным переписи 2009 года, в селе проживало 376 человек (185 мужчин и 191 женщина).